# Clathrodrillia dautzenbergi
Clathrodrillia dautzenbergi é uma espécie de gastrópode do gênero Clathrodrillia, pertencente à família Drilliidae.